# Merljak
Merljak je priimek več znanih Slovencev:
- Bogo Merljak, zdravnik
- Božena Merljak (por. Lušicky) (1904—?), zdravnica internistka
- Ivan Merljak, novinar, fotograf
- Maja Martina Merljak (*1983), igralka
- Marija Merljak, prehranska svetovalka, publicistka
- Pavel Merljak (*1959), skladatelj in pedagog
- Sonja Merljak Zdovc (*1972), profesorica, novinarka in pisateljica